# Snaefell Mountain Railway
| Fell-Mittelschienen zum Bremsen bei Talfahrt                                                                                    |                   |                        |                        |
| |                   |                        |                        |
| Streckenlänge: | 8 km              |                        |                        |
| Spurweite: | 1067 mm (Kapspur) |                        |                        |
| Stromsystem: | 550 V =           |                        |                        |
| Maximale Neigung: | 120 ‰             |                        |                        |
| Zweigleisigkeit: | ja                |                        |                        |
| |                   |                        |                        |
| \| \| 0,0 \| Laxey \| Laxey \| \| \| \| vom Betriebswerk Laxey \| \| \| \| \| Bungalow \| \| \| \| 8 \| Snaefell \| Snaefell \| |                   |                        |                        |
| Kopfbahnhof Streckenanfang | 0,0               | Laxey                  | Laxey                  |
| Abzweig geradeaus und von links                                                                                                 |                   | vom Betriebswerk Laxey | vom Betriebswerk Laxey |
| Bahnhof |                   | Bungalow               | Bungalow               |
| Kopfbahnhof Streckenende | 8                 | Snaefell               | Snaefell               |

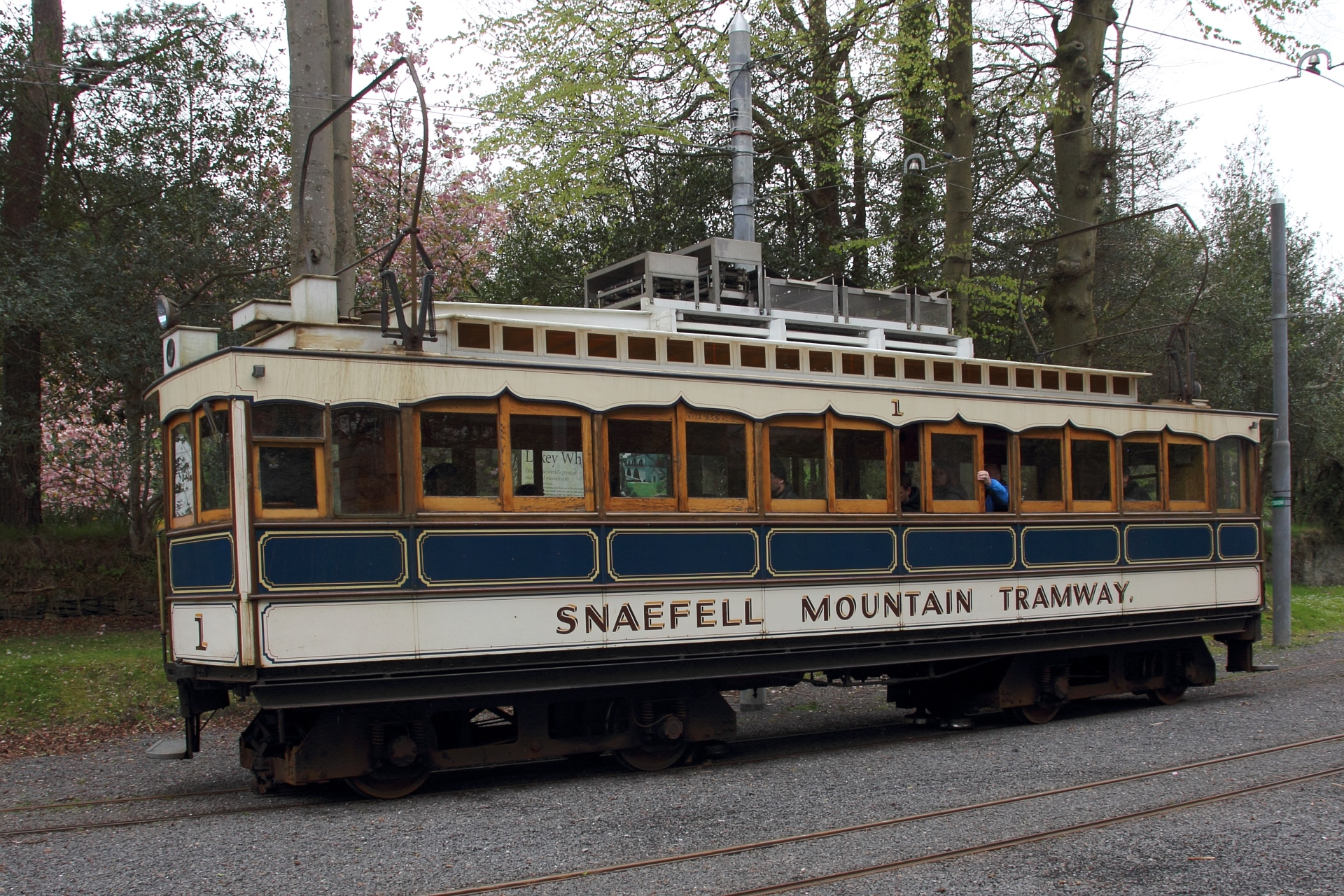
Triebwagen 1 der SMR in Laxey

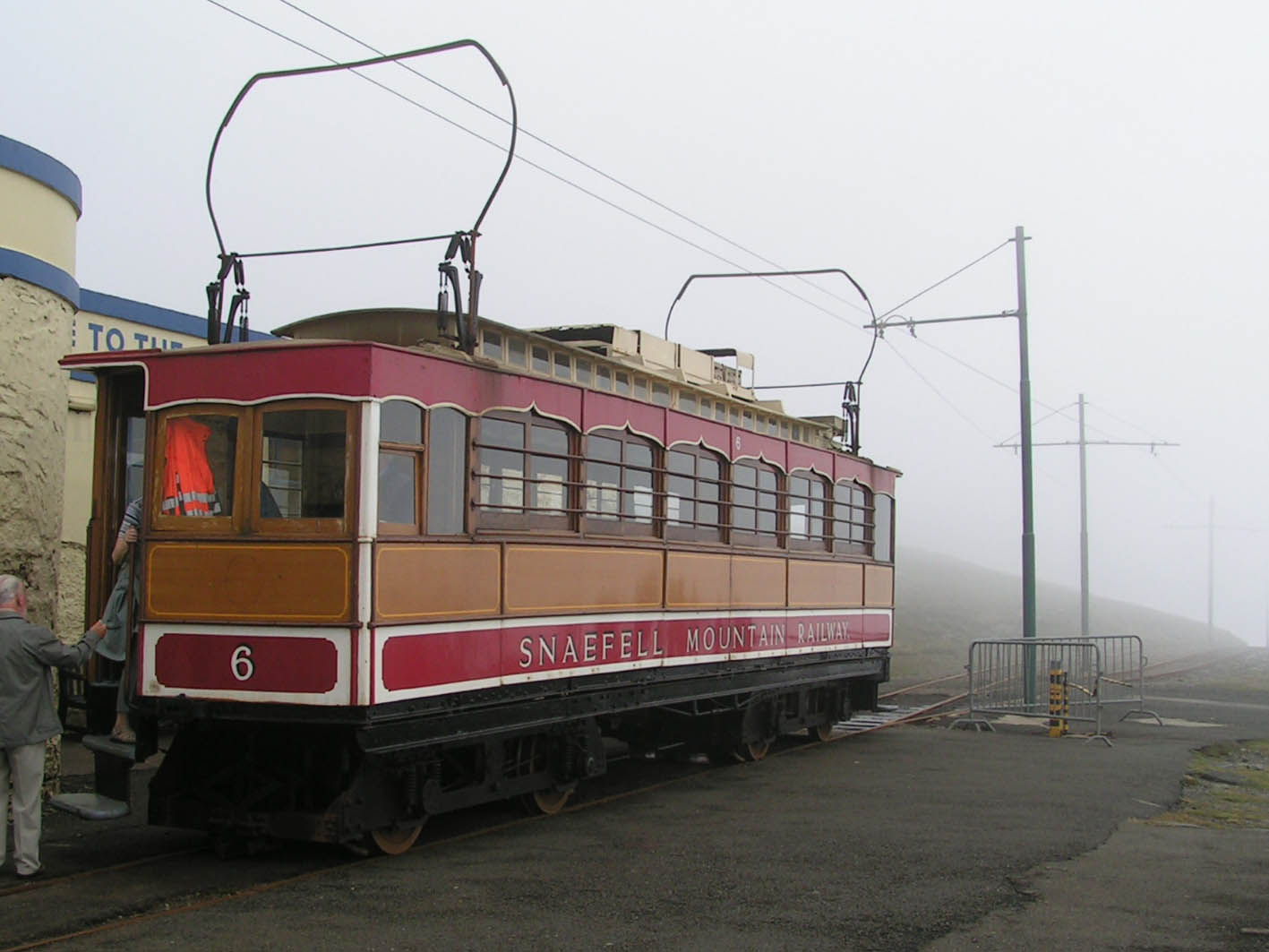
Triebwagen 6 an der Bergstation

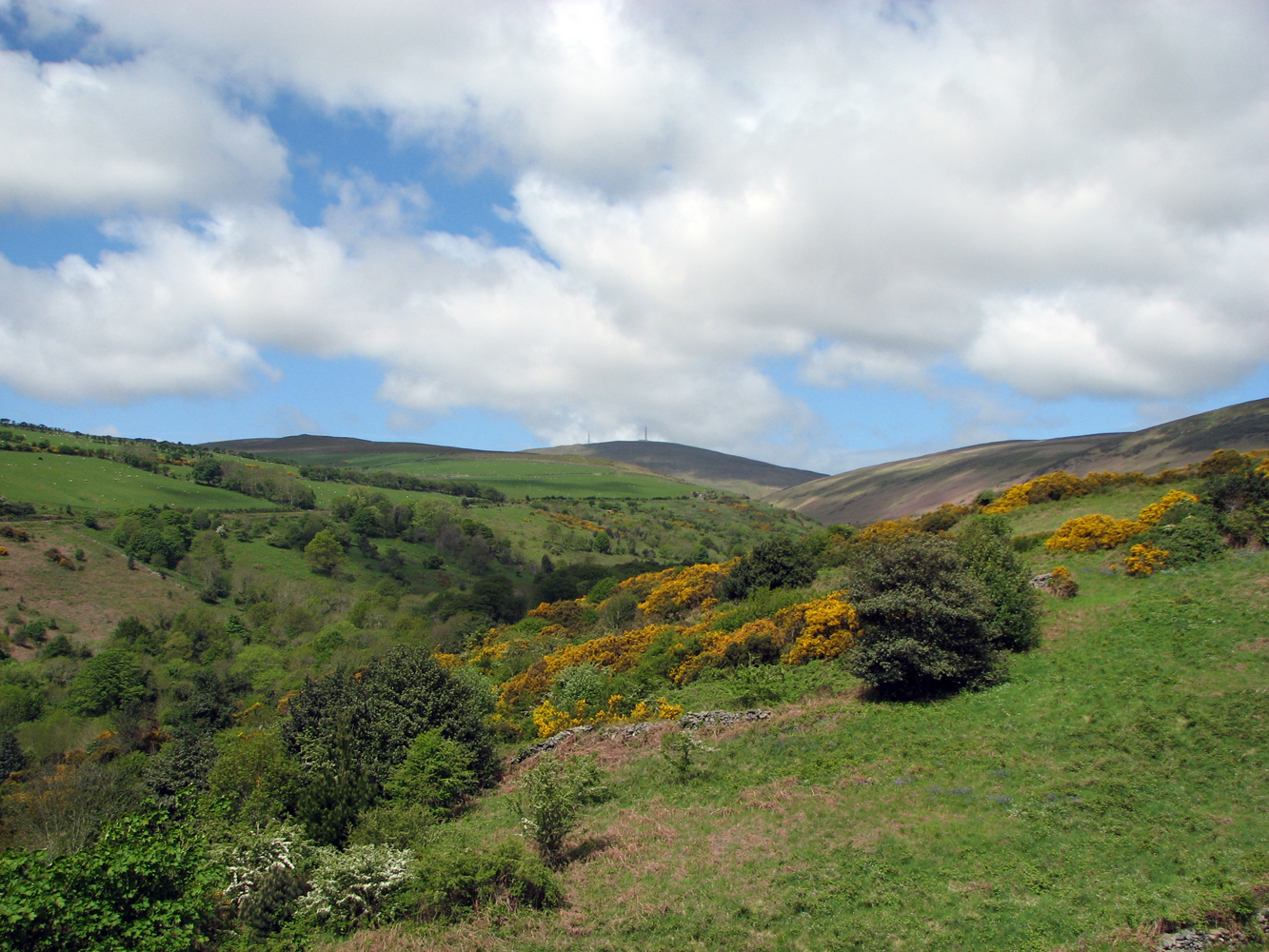
Snaefell

Die Snaefell Mountain Railway ist eine elektrische Bergbahn und führt von Laxey zum Berggipfel des 621 m hohen Snaefell auf der Isle of Man.

## Geschichte
Die Snaefell Mountain Railway ist die einzige elektrische Bergbahn auf den Britischen Inseln und eine der letzten verbliebenen Bahnen mit einer Spurweite von 1067 mm (Kapspur) in Europa. Die fünf Meilen lange Linie ist abenteuerlich trassiert, wobei Steigungen von 10 ‰ bis zu 120 ‰ bewältigt werden. Elektrifiziert ist die Bahn mit 550 Volt Gleichspannung. Eine Besonderheit ist die als Bremsschiene nach dem System Fell benutzte Mittelschiene. In Laxey besteht Anschluss an die Manx Electric Railway.
Die Bahn wurde 1895 gegründet und wird heute von der Isle of Man Transport, einem Betrieb der Regierung der Insel Man, betrieben. Da die Spurweite von den übrigen Bahnen auf der Insel Man abweicht, kann das Rollmaterial nicht mit diesen ausgetauscht werden.
Gleich nach der Ausfahrt in Laxey bietet die Bahn einen schönen Ausblick auf das Great Laxey Wheel. Bei der Zwischenstation Bungalow kreuzt der Snaefell Mountain Course, auf dem die Rennen um die Isle of Man TT und den Manx Grand Prix ausgetragen werden, die Bahnstrecke. In direkter Nachbarschaft befindet sich ein Denkmal für den 26-fachen TT-Sieger Joey Dunlop. Früher gab es dort ein Motorradmuseum. Nachdem vor einigen Jahren Asbest im Gebäude gefunden wurde, musste es geschlossen werden. Der Besitzer, Peter Murray, hat ein neues Museum in Santon eröffnet.